# Wei Shou
Wei Shou (506–572) was een Chinees historicus in dienst van de Noordelijke Wei (386–534), Oostelijke Wei (534 – 550) en Noordelijke Qi-dynastie (550 – 577). Hij was de samensteller van het Boek van de Wei, een van de boeken uit de Vierentwintig Geschiedenissen, de verzameling officiële geschiedenissen van Chinese keizerlijke dynastieën.

## Biografie
Wei Shou is geboren in Xiaquyang (下曲陽) in Julu (巨鹿) commanderie
(ten westen van het huidige district Jin (晉) in Hebei. Zijn geboortejaar is niet zeker, behalve 506 worden ook 502 en 507 genoemd. Zijn vader was Wei Zijian (魏子建), een generaal onder de Noordelijke Wei. Hij bracht zijn zoon belangstelling bij voor militaire zaken, maar desondanks koos Wei Shou voor een ambtelijke loopbaan. Op aanbeveling van de minister van personele zaken, Li Shenjun (李神儁, 478–541), werd hij rond 527 benoemd tot secretaris in het ministerie van onderwijs. In 531 slaagde hij voor een literaire test die was uitgeschreven door keizer Jiemin (r.531-532), die op zoek was naar geschikte mensen voor zijn eigen hofhouding. Wei Shou kreeg opdracht zijn Dagboek van activiteit en rust bij te houden. Tevens werd hij plaatsvervangend leider van het keizerlijk secretariaat. Onder de nieuwe keizer, Xiaowudi (北魏孝武帝, r.532-534) werd Wei Shou lid van het gevolg van Yuan Zan (元贊), een neef van de keizer. Toen Wei Shou betrokken dreigde te raken bij de machtsstrijd tussen de keizer en minister Gao Huan (高歡, 496–547), diende hij zijn ontslag in.
In 540 werd hij op aanbeveling van Sima Ziru (司馬子如, 487–551) benoemd tot het gevolg van de inmiddels oppermachtige Gao Huan in Jinyang (晉陽, het huidige Taiyuan). Hij toonde belangstelling voor literaire zaken en kreeg op aanbeveling van Cui Qu (崔暹, †559, een vertrouweling van Gao Huan) opdracht mee te werken aan een staatsgeschiedenis. Na de dood van Gao Huan in 547 nam zijn zoon, Gao Cheng (高澄, 521–549) de functie van regent voor keizer Xiaojing (r.534–550) van de Oostelijke Wei van zijn vader over. Wei Shou kreeg van Gao Cheng opdracht om zijn proclamaties te schrijven. Dezelfde opdracht kreeg hij van Gao Yang (高洋, 529–559) toen die zijn vader in 549 als regent opvolgde. In 550, toen Gao Yang zich uitriep tot keizer (met als postume naam Beiqi Wenxuandi, 北齊文宣帝, r.550-559) van de nieuwe dynastie van de Noordelijke Qi, was Wei Shou samensteller van de benodigde abdicatiedocumenten. In 551 kreeg hij opdracht van de nieuwe keizer een officiële dynastieke geschiedenis van de Noordelijke Wei samen te stellen. Hij koos als zijn assistenten Fang Yan-you (房延祐), Xin Yuanzhi (辛元植), Diao Rou (刁柔, 501-556), Pei Angzhi (裴昂之), Gao Xiaogan (高孝幹), Qiwu Huaiwen (綦毋懷文) en Sui Zhongrang (眭仲讓). Dit werk werd in 554 na voltooiing als Weishu formeel aan het hof gepresenteerd.
Eind 554 werd Wei Shou benoemd tot regionaal inspecteur voor Liangzhou (梁州), met als bestuurlijk centrum het huidige Kaifeng. In 557 werd hij verantwoordelijk voor het samenstellen van een geschiedenis van de Noordelijke Qi en werd medesamensteller voor een Qi-wetboek. Hij raakte zijdelings betrokken bij de mislukte opstand door Gao Guiyan 高歸彥 (†562) toen hij zijn schoonzus voor bestraffing probeerde te beschermen. Wei Shou werd verwijderd uit het register van staatsfunctionarissen en kon pas in 564 terugkeren als gouverneur van Qingdu (清都), ten zuidwesten van het huidige Linzhang (臨)漳 in Hebei en daarna als regionaal inspecteur van Qizhou (齊州), met als bestuurlijk centrum het huidige Jinan in Shandong. In 567 keerde hij terug naar het hof en bekleedde tot 569 een hoge functie binnen het secretariaat en daarna bij het departement van staatszaken. In 572 nam hij deel aan de samenstelling van een encyclopedie, Yulan (御覽), maar overleed in datzelfde jaar op 66-jarige leeftijd. 
Wei Shou heeft een autobiografie geschreven als nawoord in zijn Weishu (juan 104). Zijn biografie bevindt zich in het Boek van de Noordelijke Qi (juan 37) en in de Geschiedenis van het Noorden (juan 56), twee werken uit de reeks officiële geschiedenissen van Chinese keizerlijke dynastieën.

## Literair werk
Zijn bekendste werk is het Boek van de Wei, dat in eerste instantie zeer kritisch werd ontvangen, maar uiteindelijk een standaardgeschiedenis voor de Noordelijke Wei is geworden. Een ander werk was Zhenzhong pian (枕中篇, Geschriften voor op het kussen) met vermaningen voor zijn jongere familieleden. Wei Shou zag zichzelf als een getalenteerd schrijver van fu (rijmproza). Er zijn vier titels bewaard gebleven, maar de werken zelf zijn verloren geraakt.
Wei Shou was vanaf 544 samensteller van de belangrijkste keizerlijke decreten en militaire besluiten. Dit gold zowel voor de Oostelijke Wei als voor de Noordelijke Qi. Veel van die opdrachten kon hij vrijwel onmiddellijk na ontvangst van het betreffende bevel voltooien.
Volgens zijn biografie in het Boek van de Noordelijke Qi omvatte zijn literair verzameld werk 70 juan. Dat aantal werd ook genoemd in de literaire hoofdstukken van het Oud Boek van de Tang en het Nieuw boek van de Tang, maar de verzameling moet onder de Song-dynastie verloren zijn geraakt. In de Mingtijd zijn door Zhang Xie (張燮, 1574–1640) en Zhang Pu (張溥, 1602–1641) twee bloemlezingen gereconstrueerd. Yan Kejun (嚴可均, 1762—1843) plaatste 15 prozastukken van Wei Shou in zijn Quan shangdu Sandai Qin Han Liu chao wen (全上古三代秦漢三國六朝文, Het complete proza van de hoge oudheid, de Drie Dynastieën, de Qin en de Han, de Drie Koninkrijken en de Zes Dynastieën) en Lu Qinli (逯钦立) deed hetzelfde met 14 gedichten in zijn Xian Qin Han Wei Jin Nanbei chao shi (先秦汉魏晋南北朝诗, De complete dichtkunst van de vroege tijd, de Qin en de Han, de Drie Koninkrijken en de Zuidelijke en Noordelijke Dynastieën).

## Geraadpleegde literatuur
(en)  Knechtges, David R., Wei Shou in: Knechtges, David R. en Chang Taiping (red.), Ancient and Early Medieval Literature. A Reference Guide (Handbuch der Orientalistik; 4. Abt., China; vol.25/2), Leiden (Brill) 2014, deel II, ISBN 978-90-04-19240-9, pp.1293-1297.

## Overige literatuur
- Jamieson, John Charles. The Biography of Wei Shou, Berkeley (University of California Press) 1964.

Vertaling van juan 37 van het Boek van de Noordelijke Qi.
- Bibliothèque nationale de France: cb170294762 (data)
- CiNii: DA04029219
- Gemeinsame Normdatei: 1036125807
- International Standard Name Identifier: 0000 0004 4460 2353
- Library of Congress Control Number: n84033330
- Bibliotheek van het Japanse parlement: 00318555
- Nationale bibliotheek van Australië: 36626081
- Nationale Bibliotheek van Israël: 987007429534305171
- Nederlandse Thesaurus van Auteursnamen: 18889117X
- Réseau des bibliothèques de Suisse occidentale: 02-A018058874
- Système universitaire de documentation: 253372356
- Trove: 1341280
- Virtual International Authority File: 67859751
- WorldCat: E39PBJgCFcFxHFY3hFJFy7bGHC